# 당신의 저녁
《당신의 저녁》은 대한민국의 방송국인 MBC경남의 MBC경남 표준FM에서 평일 저녁 6시 10분부터 저녁 7시까지 방송했던 퇴근길, 경남지역의 다양한 정보와 인물을 만나는 프로그램이다. 2024년 12월 27일 자로 8개월만에 폐지되었다.

## 진행
- 남두용 아나운서